# Salix barclayi
Salix barclayi är en videväxtart som beskrevs av Anderss.. Salix barclayi ingår i släktet viden, och familjen videväxter. Inga underarter finns listade i Catalogue of Life.

## Bildgalleri

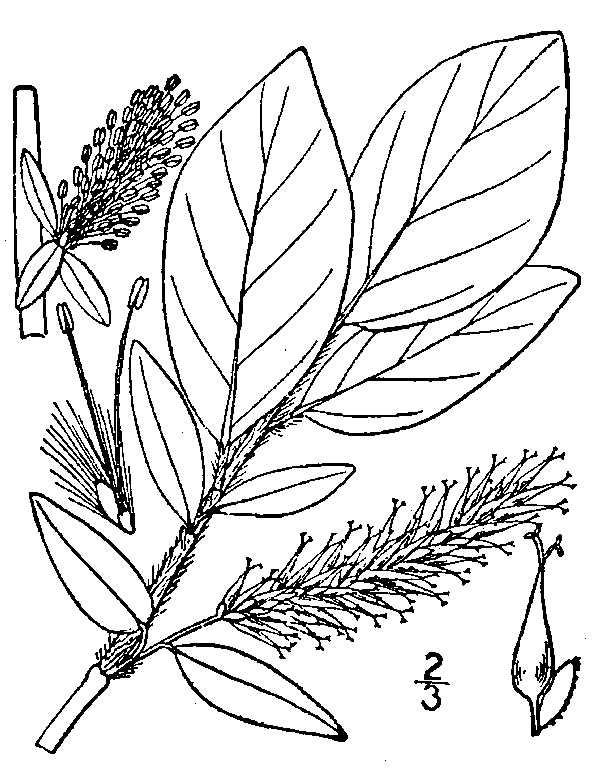